# Рябинин, Николай Леонидович
Николай Леонидович Ряби́нин (1919—1992) — советский украинский скульптор. Народный художник УССР (1964).

## Биография
Родился 31 июля 1919 года в селе Красное, ныне посёлок Красное-на-Волге Костромская область. Учился в МХПУ имени М. И. Калинина (1933—1937; преподаватели С. П. Евангулов, Б. Н. Ланге); МГАХИ им. В. И. Сурикова (1937, 1941—1944; преподаватели В. Н. Домогацкий, А. Т. Матвеев, Л. В. Шервуд); Киевский художественный институт (1944—1945; преподаватель М. И. Гельман). Член СХУ с 1946 года.
Участник республиканских, всесоюзных и международных выставок с 1947 года. Персональная выставка в Харькове (1957). Преподавал в ЛУПДИ (1946—1947), ЛИПДИ (1947—1956), ХГХИ (1956—1966). Член-корреспондент АХ СССР (1973). Член КПСС с 1953 года.
Умер 9 марта 1992 года в Харькове.

## Награды и премии
- народный художник УССР (1964)
- Сталинская премия третьей степени (1952) — за скульптурную фигуру «Олекса Довбуш»
- орден Трудового Красного Знамени (30 июля 1979)

## Творчество
- «Пограничники» (1937),
- «Мститель» (1945),
- «Кубинский повстанец» (1961),
- «Мы вернёмся» (1974).
- «Олекса Довбуш» (1951, в соавторстве с В. И. Сколоздрой)
- «Тарас Шевченко и Айра Олдридж» (1953)
- «Гуцул» (1959),
- «Узбечка»,
- «Женщина из Нубии» (1967),
- «Андрей Желябов» (1979),
- «Мать» (1970—1971),
- «Николай Кибальчич» (1971),
- «Полтавчанка» (1975),
- «Телятница Настя Бабич» (1982),
- «Телятница Галя Бондарчук» (1982),
- «Официантка колхозной столовой» (1982).
- памятник М. М. Коцюбинскому (Харьков)
- бюст А. А. Морозова (Брянск, 1982).